# Wilhelm Fitz
Wilhelm "Willy" August Fitz (* 12. März 1918 in Wien; † 25. September 1993 ebenda) war ein österreichischer Fußballspieler. Der Flügelstürmer von Rapid Wien bestritt am 1. Februar 1942 beim 1:2 (0:0) gegen die Schweiz sein einziges Länderspiel für die deutsche Fußballnationalmannschaft. In der Saison zuvor, 1940/41, hatte er mit Rapid die deutsche Fußballmeisterschaft gewonnen.

## Laufbahn

### Vereine
Bei den Grün-Weißen hatte Fitz durch seine eminente Schnelligkeit seinen Stammplatz auf Rechtsaußen inne. Von 1938 bis 1947 absolvierte er 93 Ligaspiele, in denen er 28 Tore erzielte. Seinen ersten Erfolg feierte er in der Saison 1939/40, als er mit Rapid die Meisterschaft in der Fußball-Sportbereichsklasse Ostmark feiern konnte. In den Spielen um die deutsche Fußballmeisterschaft 1940 kam der Rechtsaußen in allen neun Spielen zum Einsatz und erzielte zwei Tore. Im Halbfinale scheiterte er mit seinen Mannschaftskameraden mit 1:2 n. V. gegen den Dresdner SC. Im Spiel um Platz 3 setzte er sich  mit Rapid im Wiederholungsspiel am 28. Juli mit 5:2 gegen den SV Waldhof durch. Auch in den Spielen um den Tschammerpokal war für Fitz und Kollegen der Wettbewerb im Halbfinale nach einer 1:3-Auswärtsniederlage beim Dresdner SC beendet. Der spätere Pokalsieger hatte mit der starken Defensive um Willibald Kress, Karl Miller, Heinz Hempel, Herbert Pohl, Walter Dzur und Helmut Schubert den üblicherweise torgefährlichen Rapid-Angriff um Fitz, Georg Schors, Franz Binder, Hermann Dworacek und Johann Pesser im Griff gehabt.
Das Finale um die deutsche Meisterschaft 1940/41 zwischen dem „Ostmarkmeister“ Rapid Wien, einem der beliebtesten Klubs der „Ostmark“, sowie Schalke 04 avancierte zu einem Highlight in der deutschen Fußballhistorie. Es passte alles: Beide Mannschaften galten als „Arbeitervereine“, waren aber dennoch bekannt für ihr technisch ausgereiftes Spiel. Hinzu kam eine politische Komponente: Beide Mannschaften garantierten eine Neuauflage des Duells „Altreich“ gegen Österreich. Die rund 95.000 Zuschauer im Berliner Olympiastadion sollten am 22. Juni 1941 ein Spiel sehen, das in die Annalen der Endspielgeschichte einging.
Zu Beginn des Finales präsentierte sich die Abwehr von Rapid extrem unsortiert, und Schalke konnte durch Treffer von Linksaußen Heinz Hinz (6. Minute) und Mittelstürmer Hermann Eppenhoff (7. Minute) mit einer beruhigenden 2:0-Führung in die Pause gehen. Als Hinz in der 57. Minute gar das 3:0 erzielte, schien das Spiel gelaufen. Nach dem fast sofortigen Anschlusstreffer von Schors geriet der Titelverteidiger aber ins Wanken, fortan spielte nur noch eine Mannschaft: Rapid. Binder erzielte mit zwei Treffern den Ausgleich, Schalkes alt gewordene Recken ging die Luft aus und die Nerven lagen blank. Noch war Rapids Wirbelsturm aber nicht vorbei. Nach einem Schnellangriff von Wilhelm Fitz wurde der Rapid-Rechtsaußen von Schalke Mittelläufer Otto Tibulski zu Fall gebracht und den fälligen Elfmeter verwandelte erneut Mittelstürmer Binder zu 4:3-Führung. Innerhalb von Minuten hatte Rapid Wien aus einem 0:3-Rückstand eine 4:3-Führung gemacht. Das Spiel war gelaufen und Rapid wurde deutscher Meister 1941.
Nach Ende des Zweiten Weltkriegs gewann Fitz mit Rapid seinen dritten Meistertitel. An der Seite von Mitspielern wie Torhüter Walter Zeman, Engelbert Smutny, Ernst Happel, Georg Schors, Robert Körner, Lukas Aurednik und Franz Binder gewann er 1945/46 die österreichische Fußballmeisterschaft. Fitz hatte in 15 Meisterschaftsspielen für Rapid sechs Tore erzielt. Fitz und Kollegen feierten das Double, denn sie gewannen auch in dieser Saison den Cup.
Über First Vienna FC (1947/48) führte Fitz danach sein sportlicher Weg zum Floridsdorfer AC, wo er von 1948/49 bis 1953/54 noch am Ball war.

### Nationalmannschaft
Als die deutsche Fußballnationalmannschaft am 1. Februar 1942 in Wien ihr 190. Länderspiel austrug, kam Fitz für Franz Riegler von Austria Wien am rechten Flügel zum Einsatz. Reichstrainer Sepp Herberger setzte auf einen Wiener-Block mit Karl Sesta, Willibald Schmaus, Franz Wagner, Johann Mock, Franz Hanreiter, Fitz, Karl Decker und Ludwig Durek, ergänzt durch die drei Spieler Helmut Jahn, Hermann Eppenhoff und Fritz Walter aus dem „Altreich“.
Die Herausforderung war den Schweizer Riegel zu knacken. Zwar war die deutsche Mannschaft klar überlegen, nach 45 Minuten ging es aber mit 0:0 in die Kabinen. In der 71. Minute brachte Decker nach einer prächtigen Kombination über Mock, Walter, Decker, Eppenhoff und Fitz die DFB-Elf mit 1:0 in Führung, doch bereits eine Minute später glichen die Eidgenossen aus und in der 88. Minute glückte den Mannen um Torhüter Erwin Ballabio, Severino Minelli, Sirio Vernati, Alfred Bickel und Lauro Amadò sogar der 2:1-Siegtreffer. Der Spielverlauf war auf den Kopf gestellt. Trotz haushoher Überlegenheit hatte die deutsche Mannschaft 1:2 verloren.
Zuvor war der Rapid-Flügelstürmer auch schon im Städtespiel am 14. September 1941 in der Auswahl von Wien gegen Berlin (5:2) aufgelaufen. Er hatte dabei mit Karl Decker (Vienna), Franz Binder (Rapid), Georg Schors (Rapid) und Leopold Neumer (Austria) den Angriff der siegreichen Wiener Elf gebildet. In der Berliner-Auswahl waren bekannte Spieler wie Helmut Jahn, Hans Appel, Wilhelm Sold, Ernst Lehner, Erich Ballendat, Gerhard Graf, Fritz Wilde und Stanislaus Kobierski im Einsatz gewesen.